# Gotthard Panorama Express

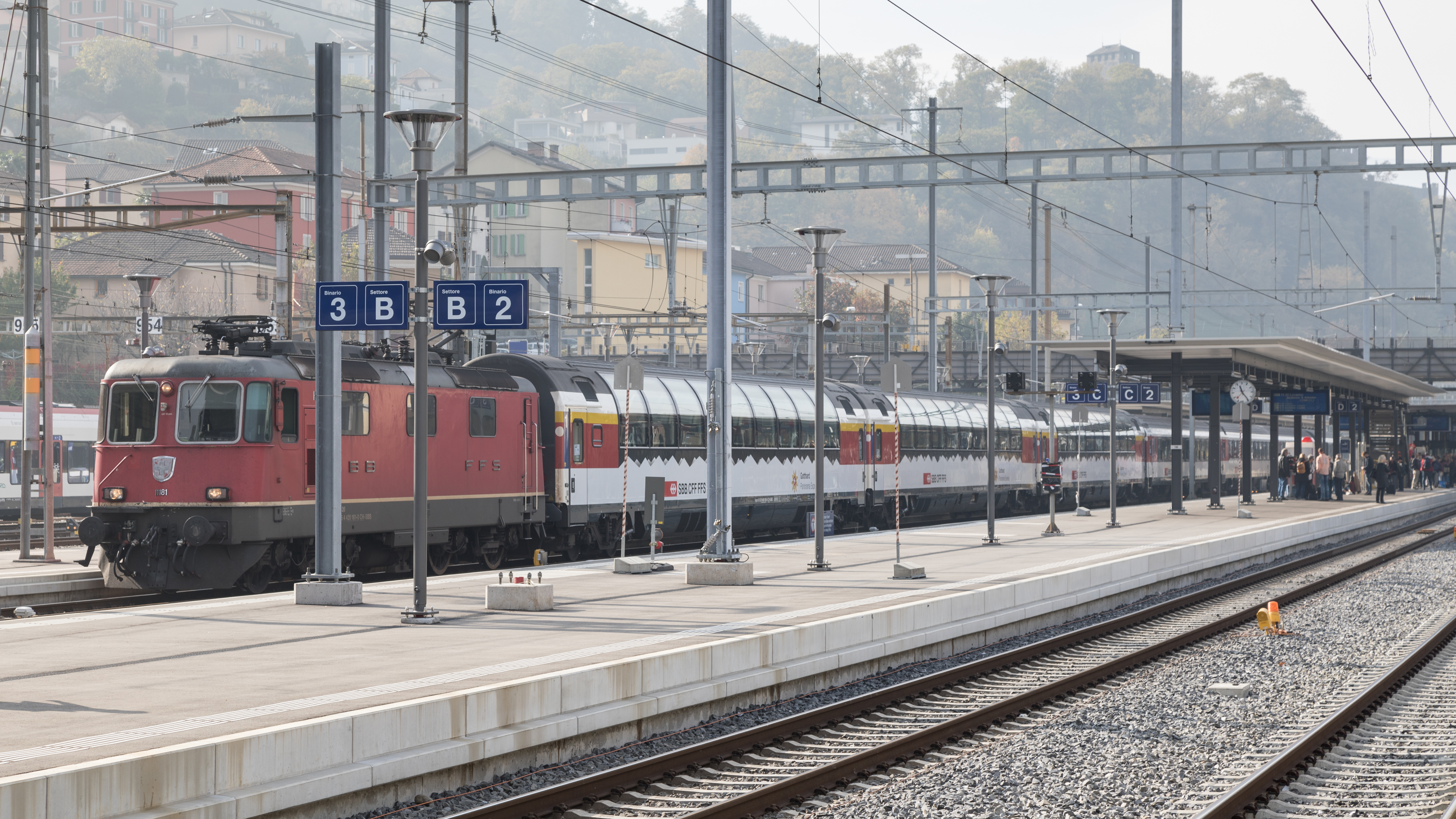
Gotthard Panorama Express im Bahnhof Bellinzona, 2017

Der Gotthard Panorama Express ist ein Zugpaar im touristischen Angebot der Schweizerischen Bundesbahnen über die Gotthardbahn, das zusammen mit der Schifffahrtsgesellschaft des Vierwaldstättersees angeboten wird.

## Geschichte
Nachdem durch die Eröffnung des Gotthard-Basistunnels zahlreiche Fahrplantrassen auf der historischen Bergstrecke der Gotthardbahn freigeworden waren und auch der Personenverkehr weitestgehend in den Basistunnel verlagert wurde, ergaben sich Möglichkeit und Nachfrage, die landschaftlich interessante Bergstrecke mit einem vorwiegend touristisch genutzten Zug zu befahren. Die zuvor von den InterRegio-Zügen (IR) auf der Gotthardbahn mitgeführten Panoramawagen der Gattung Apm 61 Pano wurden dadurch frei, da durch die Nutzung des Basistunnels das Durchfahren der Landschaft entfällt. Das Angebot wurde in der Folge 2017 geschaffen.

## Angebot

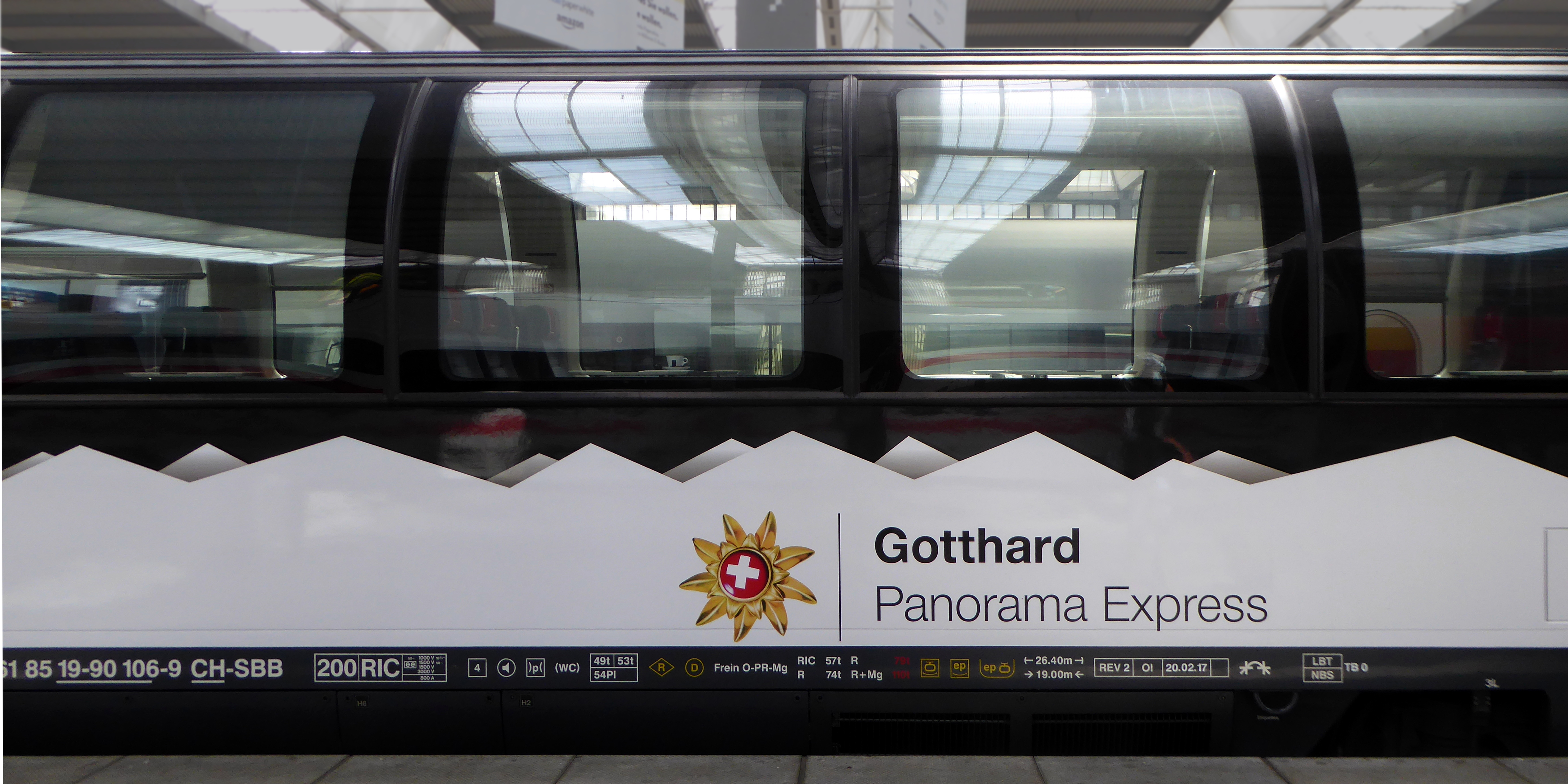
Detailansicht eines Panoramawagens mit entsprechender Beschriftung, in diesem Fall jedoch als EuroCity nach München eingesetzt

Der Gotthard Panorama Express greift das Konzept anderer in der Schweiz verkehrender Panoramazüge, etwa des Glacier-Express oder des Bernina-Express auf. Über die Zugfahrt hinaus gehört zum Produkt «Gotthard Panorama Express» auch die Schifffahrt auf dem Vierwaldstättersee. Das Vorgängerprodukt «Wilhelm-Tell-Express» setzte auf ein ähnliches Konzept. Jedoch wurde dabei kein eigener Zug eingesetzt, sondern die Reisenden wurden mit regulären Interregios befördert.
Der Zug führt vier klimatisierte Panoramawagen 1. Klasse, einen EuroCity-Wagen der Gattung Apm zum Materialtransport und einen unklimatisierten Fotowagen der Gattung Bpm51 ohne Klassenbezeichnung mit. Letzterer besitzt zu öffnende Übersetzfenster, was Fotografen spiegelfreie Bilder ermöglicht. Unabhängig vom Bpm51, eigentlich ein Wagen der 2. Klasse, kann der Zug seit 2019 ausschliesslich mit Fahrkarten der 1. Klasse benutzt werden. Ein Speisewagen wird nicht mitgeführt, da während der Schifffahrt ein Restaurant zur Verfügung steht. Jedoch sind an Bord Imbiss und Getränke aus der Minibar erhältlich. Reiseleiter begleiten die Fahrt im Zug. Während der Reise werden den Fahrgästen über Lautsprecherdurchsagen der Bau der Bahnstrecke und Sehenswürdigkeiten am Rand erläutert. Bei der Durchfahrt durch den Gotthardtunnel wird dieses auch audiovisuell dargestellt.
Der Gotthard Panorama Express verkehrt als reservierungspflichtiger Panorama Express (PE), bis 2019 Zugkategorie Interregio, ausserhalb des Taktfahrplans vormittags von Lugano nach Arth-Goldau (Zugnummer 3092) und nachmittags zurück (Zugnummer 3093). Zwischenhalte sind Bellinzona, Airolo, Göschenen und Flüelen, in letztgenannter Station erfolgt der Umstieg von und zum Schiff. 
2017 nutzten mehr als 12'000 Fahrgäste den Zug, dies waren doppelt so viele wie bei dem Vorgängerprodukt «Wilhelm-Tell-Express». Ein Drittel davon waren Schweizer, ein weiteres Drittel Touristen aus Europa – die grösste Gruppe stellen hier die Deutschen – und ein weiteres Drittel kam von ausserhalb Europas, überwiegend aus den Vereinigten Staaten und Australien.
Das Angebot umfasst die Reise mit Schiff und Zug von Luzern nach Bellinzona/Lugano oder umgekehrt. Es ist auch möglich nur eine Richtung zu buchen. Hierfür benötigen Gäste eine gültige Fahrkarte für die entsprechende Strecke sowie den obligatorischen Zuschlag für die Sitzplatzreservation. Der Gotthard Panorama Express verkehrt in den Sommermonaten Mitte April bis Mitte Oktober täglich, ausser montags. Die Fahrt kann auf zwei Tage ausgedehnt werden, mit Übernachtung in Luzern oder Lugano.
Alternativ kann die Reise ab Lugano mit einer Busfahrt nach Tirano verbunden werden, von wo aus mit dem Bernina-Express wieder zurück in die Schweiz gefahren werden kann.